# Mezinárodní letiště Bujant Uchá
Mezinárodní letiště Bujant Uchá (mongolsky Буянт Ухаа нисэх онгоцны буудал) (IATA: ULN, ICAO: ZMUB), dříve Čingischánovo mezinárodní letiště (mongolsky Чингис хаан олон улсын нисэх онгоцны буудал), je mezinárodní letiště v Ulánbátaru v Mongolsku. Nachází se 18 km jihozápadně od centra města. V současné době je z velké části nahrazeno novým letištěm a slouží jako záložní letiště pro původní letiště s cílem využívat ho pro letecký výcvik a pro speciální, charterové a vládní lety.

## Historie

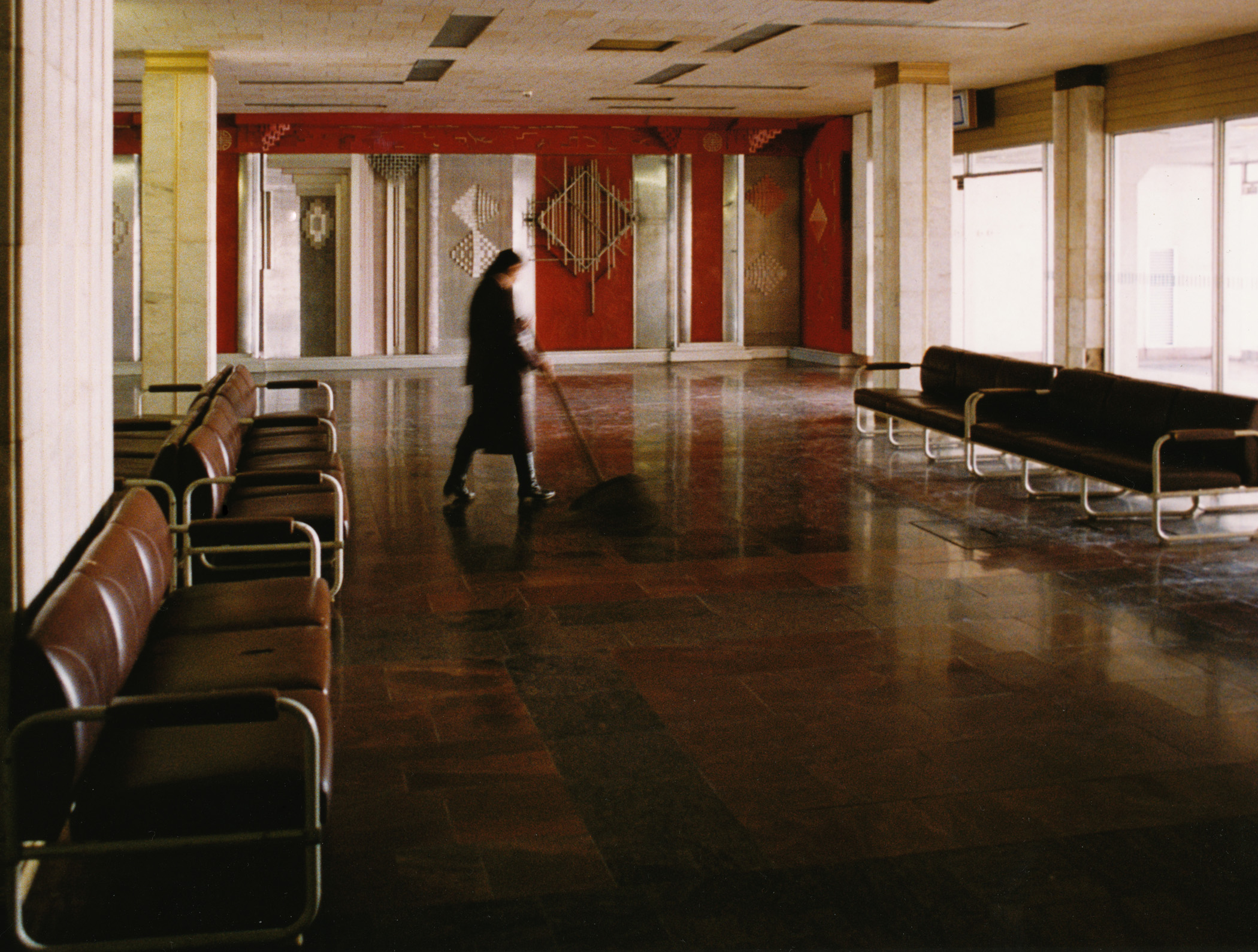
Interiér letiště v roce 1992

Pravidelné lety byly zahájeny v roce 1961 a terminál byl modernizován, aby byl způsobilý pro mezinárodní leteckou dopravu v roce 1986. Mezi lety 1994 a 1997 následovala další obnova s pomocí Asijské rozvojové banky. Letiště bylo 21. prosince 2005 přejmenováno na Čingischánovo mezinárodní letiště u příležitosti 800. výročí založení Mongolska Čingischánem.

## Vybavení a vzhled
Letiště má jeden velký moderní terminál, nákladní a garážové hangáry a moderní řídicí věž. Je vybaveno jednou vzletovou a přistávací dráhou, která je z asfaltu a měří 3100 m. Dříve mělo ještě travnatou dráhu 15/33, která měřila 2000 m a sloužila jen pro vzlety.

### Nové letiště
Letiště bylo nahrazeno otevřením nového ulánbátarského mezinárodního letiště v roce 2021. Letiště Bujant Uchá je omezené, jediná dráha se používá v jednom směru pro přilétající letadla a v opačném směru pro odlety. Nové letiště převzalo název po Čingischánovi a Bujant Uchá se 1. července 2020 vrátilo ke svému původnímu názvu.
V květnu 2023 se na letišti Bujant Uchá konala první letecká přehlídka v zemi, Bujat Uchá Air Show.